# Stictauletoides salomonicus
Stictauletoides salomonicus là một loài bọ cánh cứng trong họ Rhynchitidae. Loài này được Thompson miêu tả khoa học năm 1982.